# Валяева, Мария Васильевна
Мари́я Васи́льевна Валя́ева — советский и российский искусствовед, историк искусства.

## Биография
Кандидат искусствоведения, старший научный сотрудник Государственной Третьяковской галереи.
Одна из авторов путеводителя по основной экспозиции Третьяковской галереи (русское искусство до начала XX века).
Исследовательница, эксперт живописи русского авангарда, искусства нонконформизма в СССР и современного искусства России. Автор книги «Морфология русской беспредметности», охватывающей все три эти периода.